# Speedway Emmen
Speedway Emmen is een racecircuit in Emmen, Drenthe. Het is gelegen op het zogenoemde lawaaicentrum net buiten Emmen, richting Nieuw-Weerdinge. Het circuit werd geopend in april 2008.
In het najaar van 2008 is besloten om te gaan samenwerken met Coventry Stadium. Deze samenwerking is in 2009 begonnen.

## Circuit
Het complex bestaat uit een dirttrack. Op het circuit worden de volgende raceklassen gereden:
- BriSCA F1 Stockcar
- BriSCA F2 Stockcar
- F2 Stockcar Junioren
- Saloon stockcar
- Saloonstox
- Unlimited Bangers
- Limited Bangers
- Micro bangers